# Alfabeto singalese
L'Alfabeto singalese è un abugida usato dalla popolazione singalese in Sri Lanka per scrivere la lingua singalese, la lingua pāli liturgica e il sanscrito; fa parte della Famiglia di scritture Brahmi e la sua origine risale a 2000 anni fa.
L'alfabeto singalese è spesso considerato un doppio alfabeto, o un alfabeto dentro un alfabeto, dovuto alla presenza di due insiemi di lettere.
L'insieme principale, conosciuto come śuddha siṃhala (ශුද්ධ සිංහල) o eḷu hōḍiya (lingua Elu: එළු හෝඩිය) che rappresenta tutti i fonemi nativi. Per poter includere anche le parole Pāli e Sanscrite, c'è l'insieme esteso miśra siṃhala (Singalese misto: මිශ්‍ර සිංහල).
L'alfabeto è scritto da sinistra a destra. La scrittura singalese è abugida, ogni consonante ha una vocale inerente (/a/), che può essere cambiata con un segno vocale differente.
La maggior parte delle lettere singalesi è curvilinea e le linee diritte sono quasi completamente assenti; questo perché il singalese era solito essere scritto su foglie di palme essiccate.
L'insieme di lettere principali è un sott'insieme del miśra siṃhala (Singalese misto).
Questo alfabeto "puro" contiene tutti i grafemi necessari per scrivere in Elu (Singalese classico) come descritto nella grammatica classica Sidatsan̆garā (1300 d.C.).
Questa è la ragione per cui questo insieme è chiamato Eḷu hōdiya ("Eḷu alphabet" එළු හෝඩිය).
Tutti fonemi nativi della lingua singalese parlati oggi possono essere rappresentati nel śuddha, mentre per rendere i suoni particolari del Pāli e del Sanscrito si usa il miśra siṃhala.
Questo è necessario per i grafemi che rappresentano i fonemi indiani che la lingua singalese perse nel corso della sua storia, come le aspirate.
L'alfabeto singalese ha simboli speciali per rappresentare i numerali, che erano in uso fino all'inizio del XIX secolo.
Questo sistema è stato sostituito dai numeri arabi.
Né i numerali singalesi, né la punteggiatura kunddaliya sono in uso oggi.

## Consonanti
L'alfabeto śuddha comprende 8 consonanti occlusive, 2 fricative, 2 affricative, 2 nasali, 2 liquide e 2 "scivolose".
In più ci sono due grafemi per i suoni retroflessi /ɭ/ and /ɳ/ che non sono fonemi nel singalese moderno ma che fanno comunque parte dell'insieme.

## Vocali
Le vocali si trovano in due forme: indipendenti e diacritiche.
Le forme indipendenti sono usate quando una vocale non segue una consonante, all'inizio della parola.
la forma diacritica è usata quando una vocale segue una consonante.
A seconda della vocale, il segno diacritico può essere allegato in differenti posizioni
Il diacritico per <i> si pone sopra la consonante, il diacritico per <u> sotto, per <ā> segue, mentre per <e> precede. <o> infine è segnata dalla combinazione precedente di <e> e dal seguire di <ā>.

## Segni diacritici non vocalici

Le due forme di hal kirīma per p (sinistra) e b (destra)

L'anusvara (spesso chiamato binduva 'zero') è rappresentato da un piccolo cerchio ං (Unicode 0D82) e il visarga, tecnicamente facente parte dell'alfabeto miśra, da due ඃ (Unicode 0D83). La vocale inerente può essere rimossa da un segno diacritico speciale, lo hal kirīma (්), che cambia nella forma a seconda della consonante a cui è legata.

## Unicode
L'alfabeto singalese è stato aggiunto nello standard Unicode nel settembre 1999 con la versione 3.0.
I codici unicode vanno da U+0D80 a U+0DFF.
|     |  | 0 | 1 | 2 | 3 | 4 | 5 | 6 | 7 | 8 | 9 | A | B | C | D | E | F |
| D80 |  | ඀ | ඁ  | ං  | ඃ  | ඄ | අ | ආ | ඇ | ඈ | ඉ | ඊ | උ | ඌ | ඍ | ඎ | ඏ |
| D90 |  | ඐ | එ | ඒ | ඓ | ඔ | ඕ | ඖ | ඗ | ඘ | ඙ | ක | ඛ | ග | ඝ | ඞ | ඟ |
| DA0 |  | ච | ඡ | ජ | ඣ | ඤ | ඥ | ඦ | ට | ඨ | ඩ | ඪ | ණ | ඬ | ත | ථ | ද |
| DB0 |  | ධ | න | ඲ | ඳ | ප | ඵ | බ | භ | ම | ඹ | ය | ර | ඼ | ල | ඾ | ඿ |
| DC0 |  | ව | ශ | ෂ | ස | හ | ළ | ෆ | ෇ | ෈ | ෉ | ්  | ෋ | ෌ | ෍ | ෎ | ා  |
| DD0 |  | ැ  | ෑ  | ි  | ී  | ු  | ෕ | ූ  | ෗ | ෘ  | ෙ  | ේ  | ෛ  | ො  | ෝ  | ෞ  | ෟ  |
| DE0 |  | ෠ | ෡ | ෢ | ෣ | ෤ | ෥ | ෦ | ෧ | ෨ | ෩ | ෪ | ෫ | ෬ | ෭ | ෮ | ෯ |
| DF0 |  | ෰ | ෱ | ෲ  | ෳ  | ෴ | ෵ | ෶ | ෷ | ෸ | ෹ | ෺ | ෻ | ෼ | ෽ | ෾ | ෿ |